# Parapoynx votalis
Parapoynx votalis là một loài bướm đêm trong họ Crambidae.